# Peyrouzet
Peyrouzet är en kommun i departementet Haute-Garonne i regionen Occitanien i södra Frankrike. Kommunen ligger i kantonen Aurignac som tillhör arrondissementet Saint-Gaudens. År 2022 hade Peyrouzet 81 invånare.

## Befolkningsutveckling
Antalet invånare i kommunen Peyrouzet
Referens:INSEE